# Carica Meng
Carica Meng (kineski 昭慈圣献皇后; 1073. – 1131.) bila je carica supruga Kine tijekom dinastije Sung. Njezin je otac bio Meng Yuen.
Carica udovica Gao je dala udati gospu Meng za cara Zhezonga 1092. te je Meng bila njegova glavna supruga. Smatrali su ju vrlo obrazovanom ženom, ali se sa suprugom nije dobro slagala. Njegova konkubina Liu se često svađala s Meng, ali je bivša carica Xiang favorizirala Meng, premda je priznala da su i Meng i Liu vrlo temperamentne. Car i Meng su dobili kćer, Xunmei. Nakon što 1096. carica Meng bila optužena da je koristila usluge vještica, bila je poslana u taoistički samostan te joj je oduzet naslov carice.
Poslije je bila regentica tijekom vladavine cara Zhanga, sina cara Gaozonga od Sunga (1129.).